# Brachyurophis approximans
Espèce
Synonymes
- Rhynchoelaps approximans Glauert, 1954
- Simoselaps approximans (Glauert, 1954)

Brachyurophis approximans est une espèce de serpents de la famille des Elapidae.

## Répartition
Cette espèce est endémique d'Australie-Occidentale. Elle se rencontre dans la Gascoyne et l'Ouest de la Pilbara.

## Description
C'est un serpent venimeux.

## Publication originale
- Glauert, 1954 : Herpetological miscellanea. III. A new burrowing snake from north-western Australia (Rhynchoelaps approximans, sp. nov.). The Western Australian Naturalist, vol. 4, p. 85.